# Operacja Skok-2
Operacja Skok-2 (serb.-chorw. Operacija Skok-2 / Операцијa Скок 2, ang. Operation Leap-2) – operacja wojskowa sił Armii Chorwackiej (HV) i Chorwackiej Rady Obrony (HVO); przeprowadzona w dniach 4–11 czerwca 1995 r., w rejonie Livanjsko polja, w południowo-zachodniej Bośni.

## Preludium
Po sukcesie Operacji Błysk siły chorwackie były gotowe do kontynuacji walk w rejonie doliny Livanjsko Polje. Gen. Gotovina zaplanował operację Skok-2, składającą się z dwóch, zazębiających się faz, wspartych ofensywą wzdłuż granicy, wewnątrz Republiki Serbskiej Krajiny (RSK). Pierwsza faza zakładała całkowite wyparcie sił VRS / SVK z doliny, zajmując ostatnie serbskie pozycje we wsi Crni Lug, a następnie przejęcie kontroli nad przełęczą, stanowiącą główne wejście do doliny wychodzące w kierunku Bosansko Grahovo. Wspierający atak wzdłuż granicy zabezpieczałby lewą flankę natarcia. W drugiej fazie jednostki HV / HVO miały przejąć kontrolę nad kilkoma kluczowymi górami (m.in. masywem Šator, na którym znajdowały się bardzo dogodne pozycje serbskiej artylerii) na północ od doliny, przecinając tym samym główny szlak komunikacyjny VRS między Bosansko Grahovo a Glamočą. Okrążona z trzech stron Glamoč znalazłaby się w odległości umożliwiającej bezpośredni ostrzał artyleryjski.

## Przebieg

### Siły
W rejonie operacji rozdysponowanych zostało ok. 5000 żołnierzy chorwackich. Główną siłę stanowiła 4. Gwardyjska Brygada HV, rozszerzona o dwa dodatkowe gwardyjskie bataliony, batalion HVO oraz 3. Gwardyjską Brygadę HVO. W ofensywie brał również udział 126. Pułk Domobranów HV, 1. Chorwacka Gwardyjska Brygada (1. HGZ), jednostka Specjalna Policji Chorwackiej Republiki Herceg-Bośni – "Gavran", część 1. Gwardyjskiej Brygady HV oraz 264. Kompania Rozpoznawczo-Dywersyjna ze Splitu (chorw. 264. Izvidničko-Diverzantska Satnija iz Splita).
Siły serbskie stanowiło ok. 3000 żołnierzy z trzech brygad lekkiej piechoty z 2. Korpusu Krajina VRS oraz ok. 500 osobowa grupa bojowa SVK z 7. Korpusu Północnodalmatyńskiego.

### Ofensywa
Atak rozpoczął się wczesnym rankiem silnym ostrzałem artyleryjskim serbskich pozycji. Pierwszego dnia, powiększona o jednostki HVO, 4. Gwardyjska Brygada HV szybko opanowała wioskę Crni Lug wypychając Serbów z doliny. W dniach 6–10 czerwca część 1. HGZ, 1. Gwardyjska Brygada oraz 264. Kompania Rozpoznawczo-Dywersyjna zrealizowały drugą fazę operacji, sukcesywnie wdzierając się w głąb terytorium RSK, na północ od Livanjsko Polje, oraz przejmując kolejne, strategicznie istotne, szczyty, tj. Veliki Šator i Mali Šator. Siły VRS / SVK, w dniach 6–7 czerwca, przeprowadziły kontratak wycelowany w 4. Gwardyjską Brygadę HV, oraz 9 czerwca – dwa uderzenia z powietrza przeciwko jednostkom HV na terytorium RSK. Żaden z kontrataków nie spowolnił chorwackiej ofensywy.

## Rezultat
Chorwacka armia opanowała dobrze umocnione pozycje Serbów w rejonie wioski Crni Lug, co pozwoliło jej na całkowite przejęcie kontroli nad doliną Livanjsko Polje. Chorwaci zabezpieczyli obszar o szerokości 30 km i głębokości 14 km – łączna powierzchnia wyniosła ok. 450 km². Pod kontrolą chorwackiej artylerii znalazła się niezwykle istotny szlak komunikacyjny Glamoč–Bosansko Grahovo. Sukces operacji Skok-2 ostatecznie otworzył Chorwatom drogę do przeprowadzenia ofensywy na Bosansko Grahovo (Operacja Lato ’95), a następnie na Knin. 